# Jan Woltjer (astronoom)

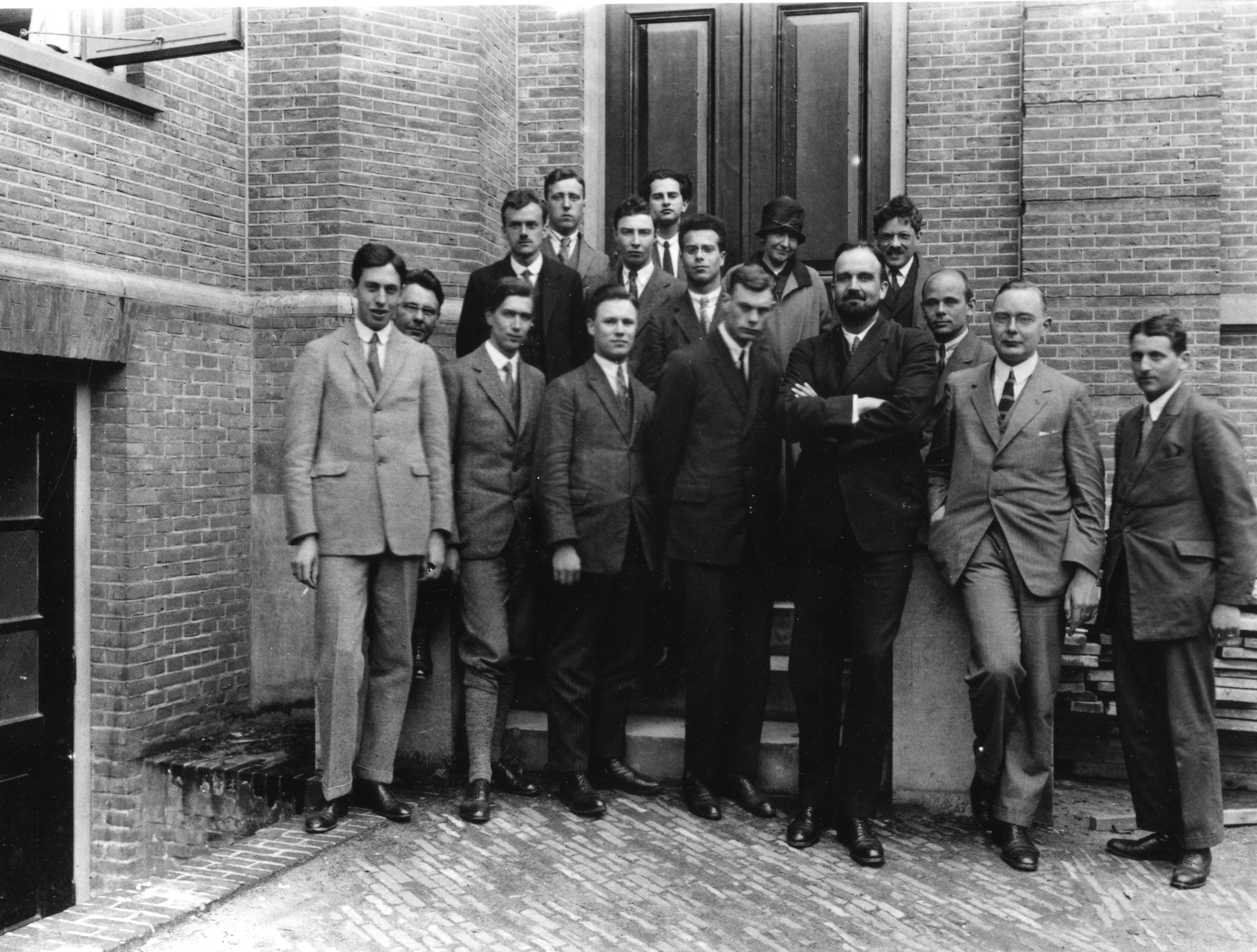
Jan Woltjer (derde van rechts) in 1926

Jan Woltjer (Amsterdam, 3 augustus 1891 - Leiden, 28 januari 1946) was een Nederlands astronoom, en lector theoretische sterrenkunde aan de Rijksuniversiteit Leiden.
Woltjer was de zoon van de professor in klassieke talen en literatuur Jan Woltjer. In 1916 trouwde hij Hillegonda de Vries in Groningen.
In 1918 begon hij als privaatdocent aan de Universiteit Leiden,
Jan Woltjer promoveerde in 1918 bij Willem de Sitter op een proefschrift over de bewegingen van de maan Hyperion van Saturnus (Investigations in the theory of Hyperion). Aanvankelijk werkte hij aan hemelmechanica. Van 1919 tot aan zijn dood in 1946 (ten gevolge van de ontberingen van de hongerwinter) was hij lector theoretische sterrenkunde. Gerard P. Kuiper was een van zijn studenten. 
Hij was de vader van de astronoom Lodewijk Woltjer, die directeur generaal van de Europese Zuidelijke Sterrenwacht was van 1975 to 1987, en van de historicus en hoogleraar Juliaan Woltjer.
De krater Woltjer op de Maan en de planetoïde 1795 Woltjer zijn naar hem genoemd. 